# Archivo Nacional de la Torre do Tombo

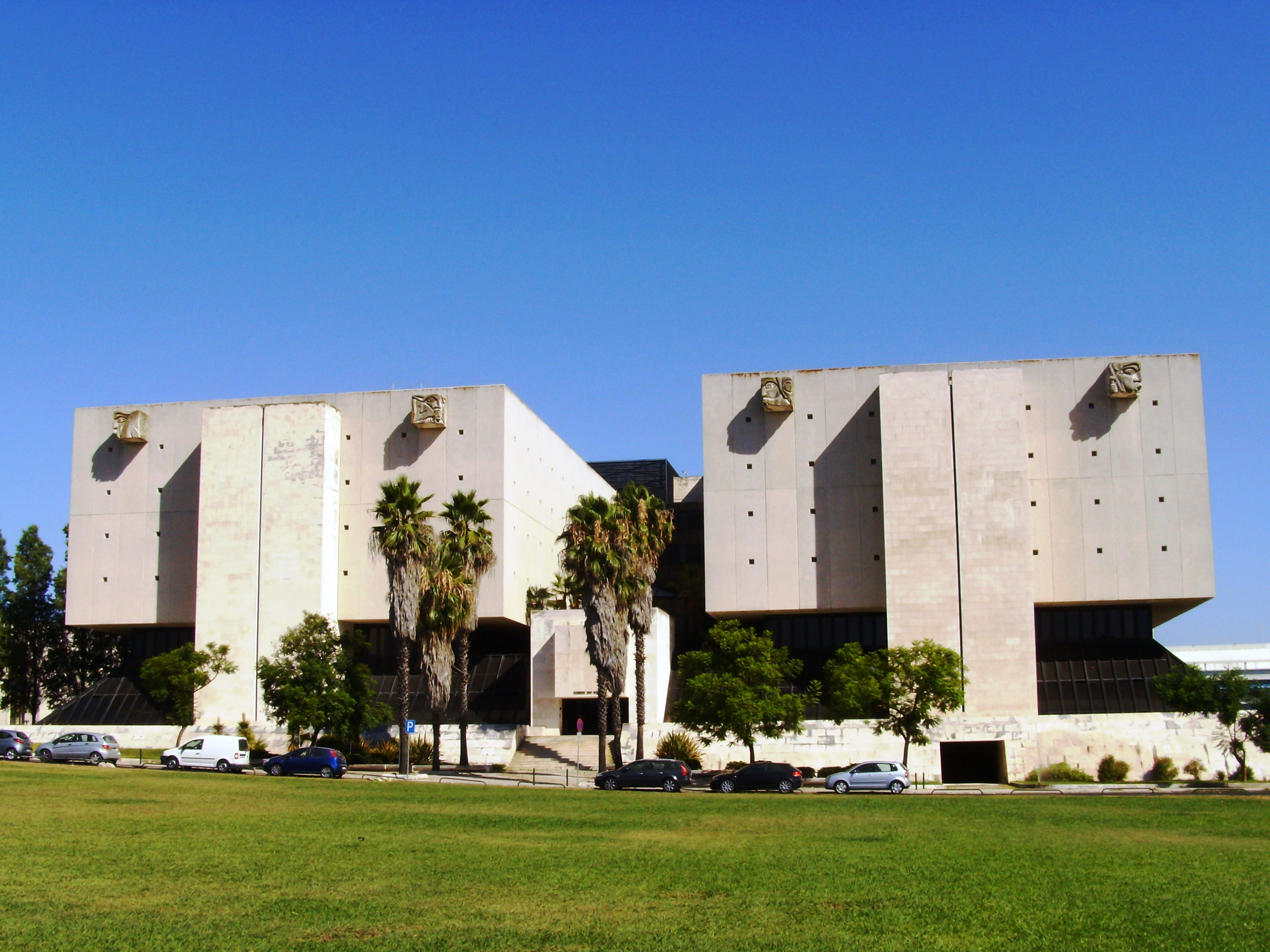
Vista de conjunto de la "Torre do Tombo".

El Archivo Nacional de la Torre de Tombo (en portugués: Arquivo Nacional da Torre do Tombo), es el archivo nacional portugués establecido en 1378, para albergar todos los documentos provenientes de la cancillería real portuguesa. Está situado en Lisboa. Se rebautizó en 2009 como  Instituto de los Archivos Nacionales (en portugués: Instituto dos Arquivos Nacionais).

## Colecciones significativas

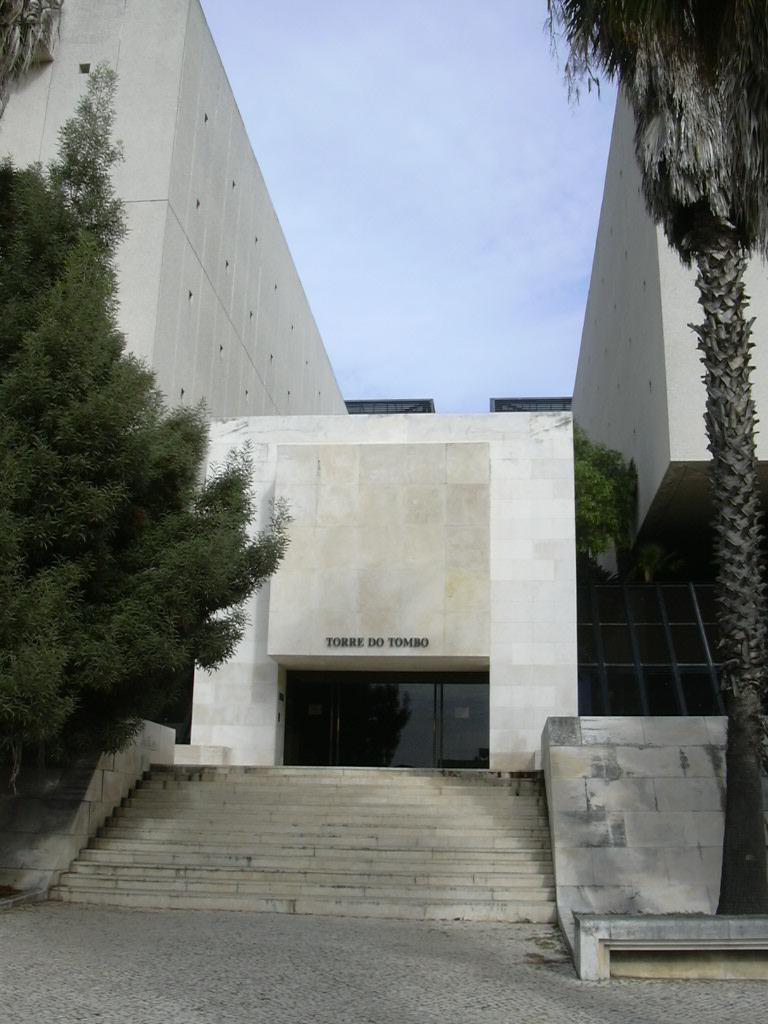
Fachada principal de la "Torre do Tombo"

Entre las colecciones significativas del Arquivo hay muchos elementos sobre las exploraciones portuguesas y descubrimientos en África, Asia y América Latina. El Corpo Cronológico (Corpus Cronológico), una colección de manuscritos sobre los descubrimientos portugueses, ha sido inscrito en la Memoria de la UNESCO en 2007 en reconocimiento de su valía histórica "para el conocimiento de la historia política, diplomática, militar, económica y religiosa de numerosos países en el tiempo de los Descubrimientos Portugueses." Otro elemento sobre los descubrimientos portugueses, la Carta de Pero Vaz de Caminha, también está inscrita en el Programa Memoria del Mundo de la UNESCO desde 2005. Esta carta es el primer documento que describe la tierra y la gente de lo que se convertiría más tarde en el Brasil.